# Norra Karelens biosfärområde

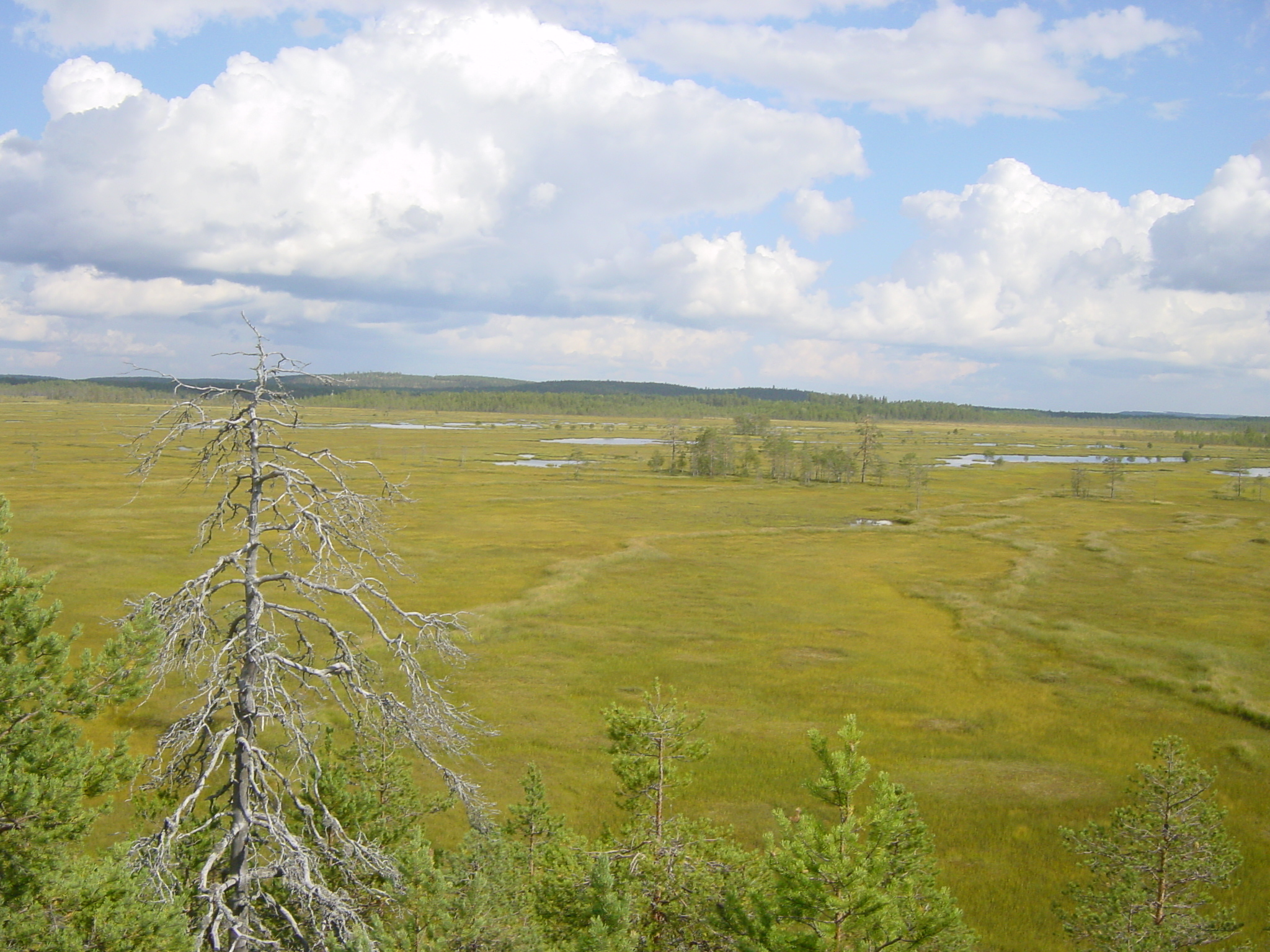
Landskap i Patvinsuo nationalpark.

Norra Karelens biosfärområde är ett av Finlands två biosfärområden. Området inrättades 1992 och var Finlands första biosfärområde. Det andra biosfärområdet i Finland är Skärgårdshavets biosfärområde, inrättat 1994. Biosfärområdenas syfte är att vara modellområden för hållbar utveckling och ett biosfärområde representerar därför både ett område och ett verksamhetsprogram. Finlands biosfärområden ingår i Unescos biosfärprogram.
Norra Karelens biosfärområde omfattar geografiskt Ilomants och Lieksa kommuner och Tuupovaara (före detta kommun). I biosfärområdet ligger Petkeljärvi, Patvinsuo och Koli nationalparker, Koivusuo naturpark, Kesonsuo naturskyddsområde och Ruunaa naturskyddsområde.
Verksamhet relaterad till biosfärområdet i form av främjande av hållbar utveckling och utbildning och forskning bedrivs i hela Norra Karelen och sker genom samarbete i partnerskap med kommuner, företag och föreningar och genom olika projekt. Norra Karelens biosfärområde samarbetar i forskningsfrågor bland annat med Östra Finlands universitet. Biosfärområdet ingår också i flera miljönätverk och samverkar med Finlands naturskyddsförbund.
Biosfärområdet förvaltas nationellt av miljöministeriet och den lokala närings-, trafik- och miljöcentralen (NTM-centralen) för Norra Karelen. Forststyrelsen förvaltar nationalparker och andra naturskyddsområden på statlig mark.

## Geografi

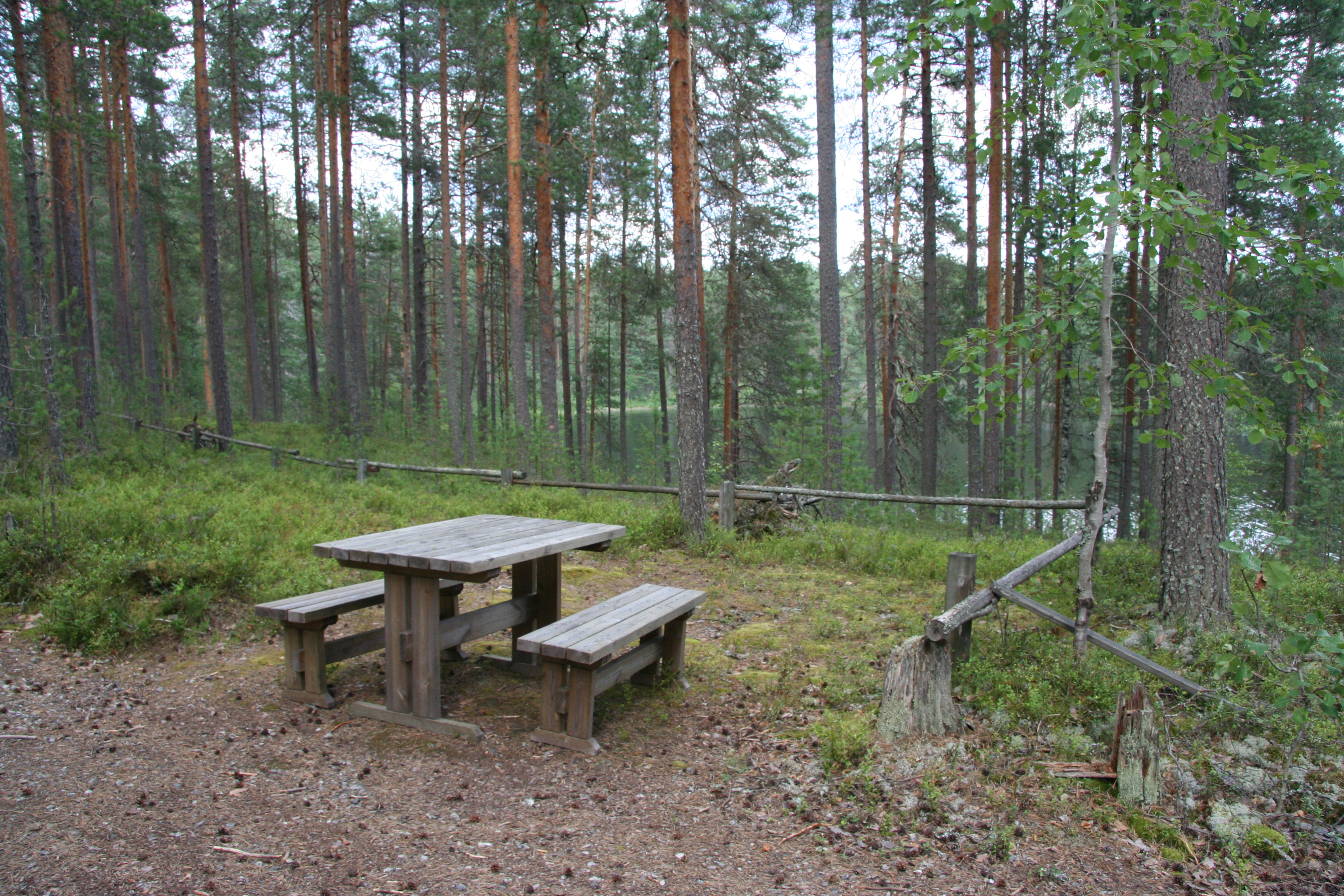
Skog vid campingplats i Petkeljärvi nationalpark.

Norra Karelens biosfärområde ligger i den norra barrskogsregionen. Landskapet präglas förutom av skog av våtmarker som träsk, kärr, myrar och mossar. Det finns flera sjöar och vattendrag i området, varav den största sjön är Koitere och det längsta vattendraget är Koitajoki.

## Flora
Trädskiktet domineras av tall och gran. Vårtbjörk och glasbjörk är vanliga lövträd. Fältskiktet består av risarter som blåbär, lingon och ljung. I bottenskiktet är väggmossa vanlig. Bland de skyddade växtarterna i området finns till exempel orkidéerna ängsnycklar och sumpnycklar.

## Fauna

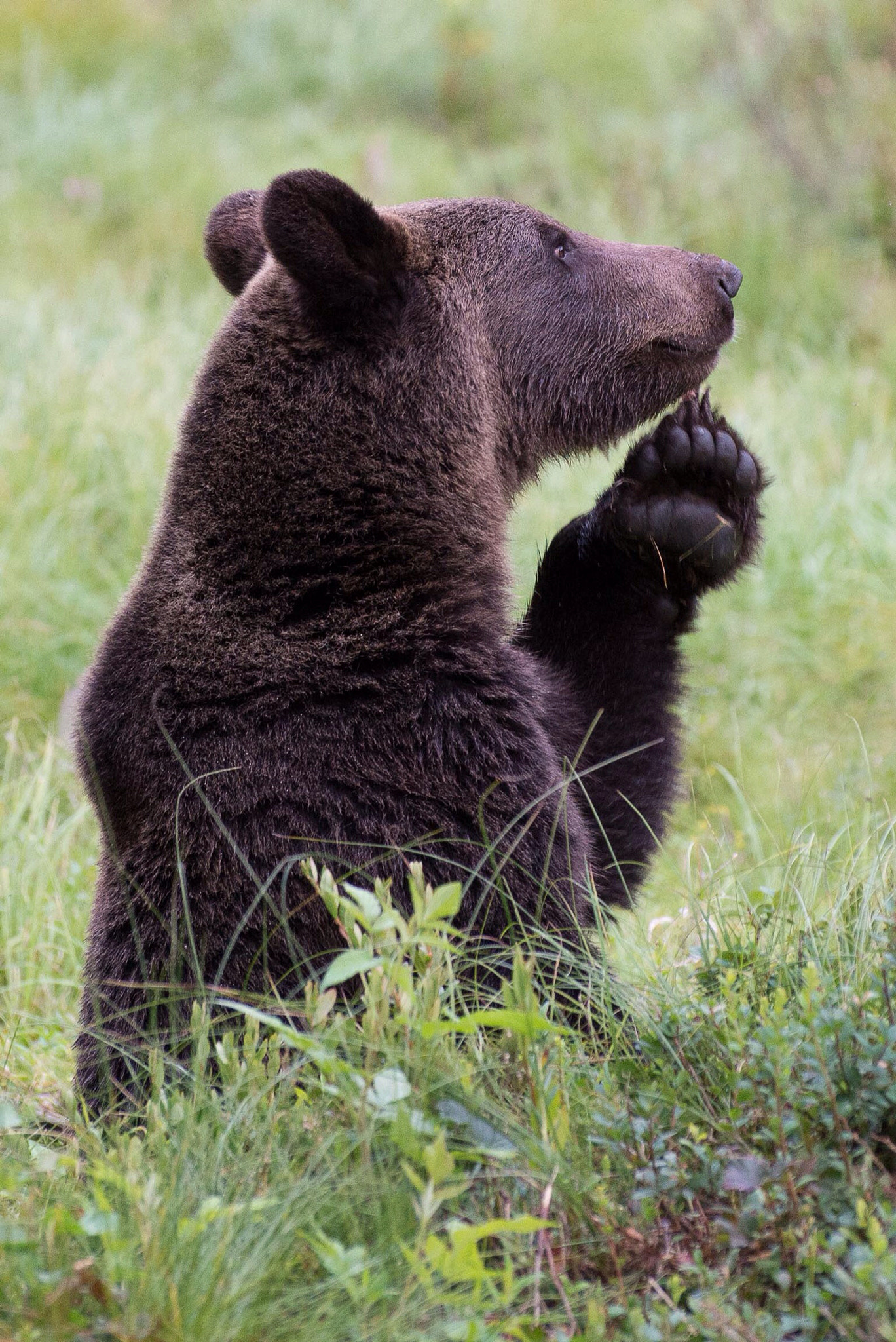
Björn i Lieksa.

Områdets fauna har både nordiska och östliga drag. Större däggdjur i området är björn, varg, järv, mård, lodjur, älg och skogsren. Fågellivet är mångsidigt med både sjöfåglar och skogsfåglar, som till exempel kornknarr, smålom, sjöorre, sångsvan,, sädgås, nattskärra,, tretåig hackspett, lavskrika, tajgablåstjärt, mindre flugsnappare, tornfalk och lärkfalk. En av de sällsynta skalbaggar som förekommer inom biosfärsområdet är svart kalglansbagge.